# Алтья
Алтья (ест. Altja) — село в Естонії, входить до складу волості Віхула, повіту Ляяне-Вірумаа. Село знаходиться на узбережжі Фінської затоки, куди впадає річка Алтья. На узбережжі знаходиться Камінь Алтья.

## Галерея

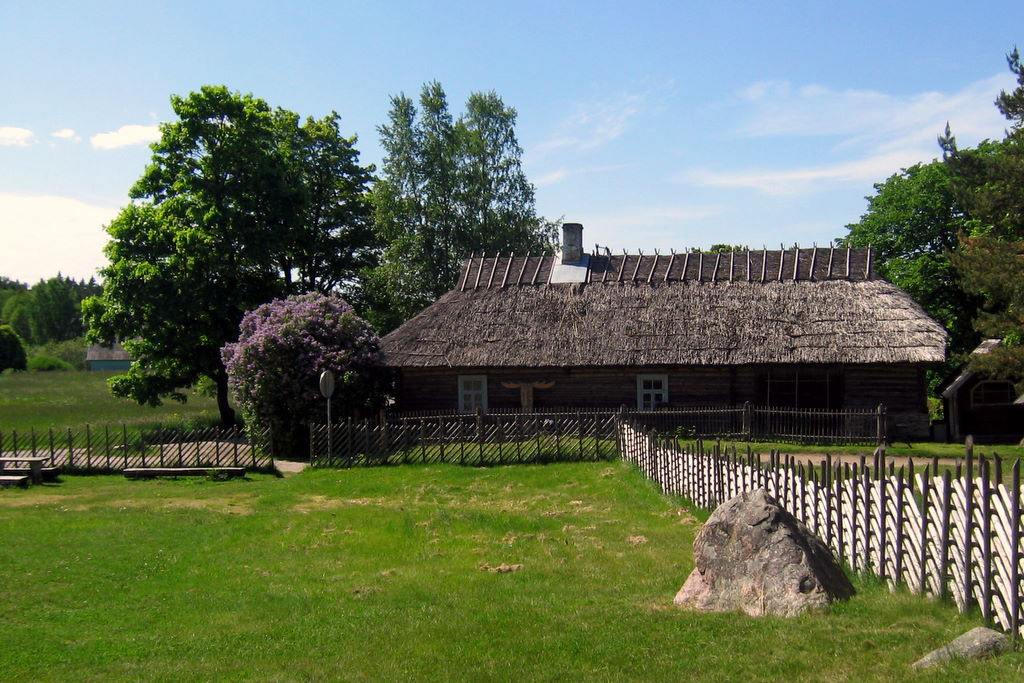
Фермерська будівля (2007)
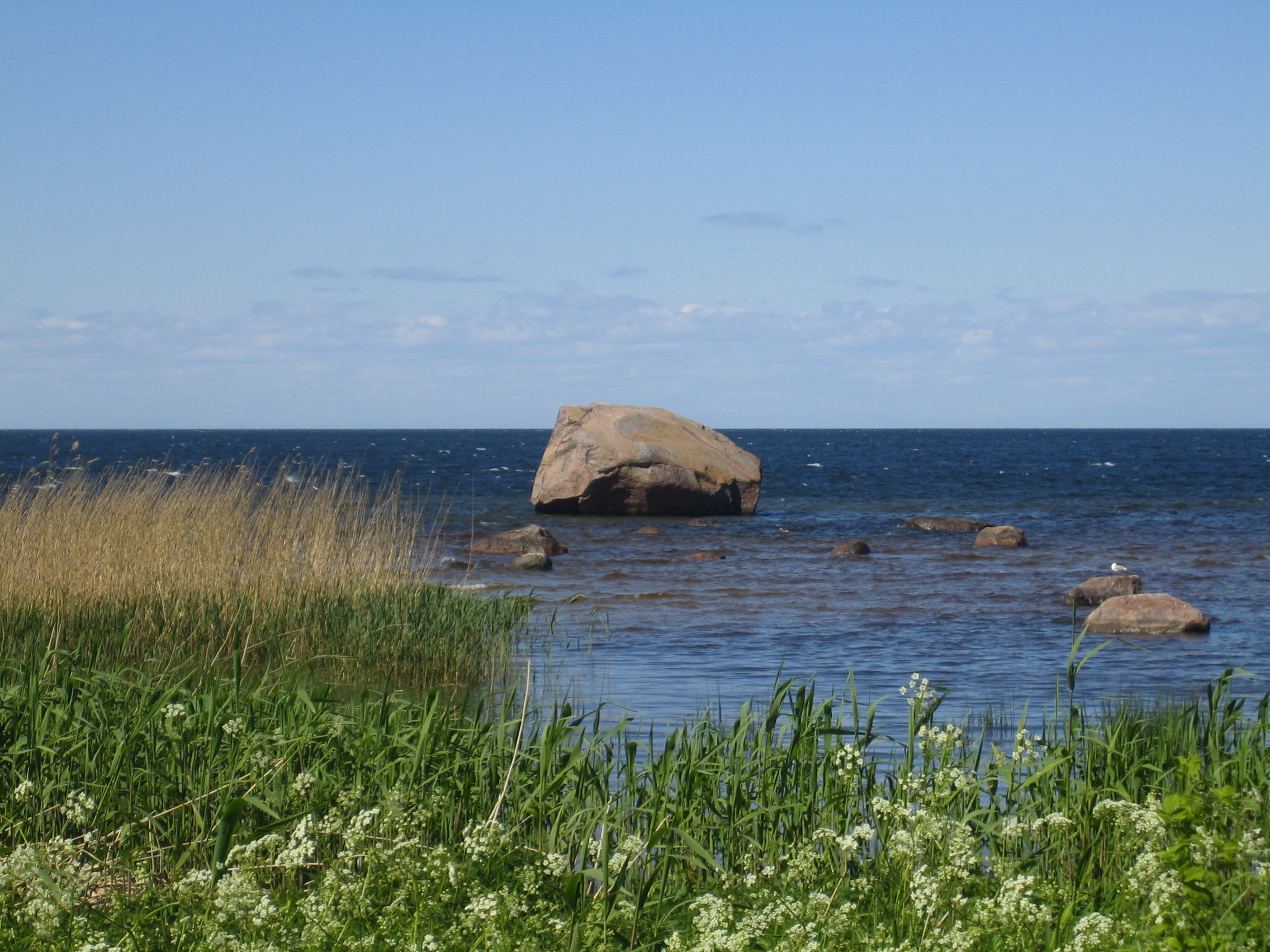
Камінь Алтья (2010)

| Естонія | Це незавершена стаття з географії Естонії. Ви можете допомогти проєкту, виправивши або дописавши її. |

1. ↑  http://metaweb.stat.ee/view_xml.htm?id=4388196&searchText=1218
2. ↑  Land and Spatial Development Board — 1990.